# Кинетично изкуство
Кинетичното изкуство или кинетизъм (от гръцката дума kinetikos) е направление в съвременното изкуство, при което независимо от използваните материали, движението е интегрирана част от естетиката на произведението. Обектите представляват движещи се инсталации или инсталации с движещи се части по тях, като те понякога са и със звук. Това изкуство се основава на представата за това, че с помощта на светлина и движение може да се създаде произведение на изкуството.
Кинетичното изкуство става популярно през 50-те и 60-те години на 20 век. Конструкциите често се движат с помощта на природни сили като вятър, вода или от гравитацията. Понякога се използват двигатели или ръчно задвижване. Специфично развитие на кинетичното изкуство представлява кибернетичното изкуство, при което обектът реагира на външни въздействия, например манипулации от човек.
Известни представители на този вид изкуство са:
- Яаков Агам (на английски: Yaacov Agam)
- Пол Бюри (на френски: Pol Bury)
- Александър Калдер (на английски: Alexander Calder)
- Ребека Хорн (на английски: Rebecca Horn)
- Джордж Рики (на английски: George Ricke)
- Хесус Рафаел Сото (на испански: Jesús Rafael Soto)
- Жан Тенгели (на френски: Jean Tinguely)

## Галерия
- Александър Калдер, Опашката, Шотландска национална галерия за модерно изкуство, 1953
- Греъм Алардис, The Bucket Fountain, Уелингтън, Нова Зеландия, 1969
- Никола Шофер, Chronos 10B, 1980, Мюнхен
- Марк ван ден Брьок, Sun Writer, 1986, Германия
- Анджела Конър, Wave, Парк Уест, Дъблин, 2001
- Лаймън Уитакър, The Twister Star Huge, вихрушкова скулптура, 2006
- Хесус Рафаел Сото, La Esfera, Каракас, Венесуела, 2007
- Давид Аскалон, Wings to the Heavens, 2008. Кабел от алуминий и неръждаема стомана, синагога „Храм Израел“, Мемфис (Тенеси)
- Яаков Агам, Sheba Medical Center, Израел
- Ули Ашенборн, въртящият се Sculpture-Morph със сянката си демонстрира Мъжкия жизнен цикъл, Намибия, 2009
- Ули Ашенборн, Morph-Cube, показващ риба, която се изменя, когато наблюдаващият я се движи, Намибия
- Turpin + Crawford Studio, Halo, Сидни, Австралия, 2012
- „Златен дъжд“, картонен мобил на Сарников, движен от асинхронен двигател, също възпроизвежда изкуство, за да внесе дух като свой принос, Франция